# Renato Traiola
Renato Traiola (Napoli, 19 dicembre 1924 – 18 gennaio 1988) è stato un pallanuotista italiano, vincitore di una medaglia di bronzo all'olimpiade di Helsinki 1952.